# (617103) 2003 FM129
(617103) 2003 FM129, também escrito como (617103) 2003 FM129, é um objeto transnetuniano que está localizado no Cinturão de Kuiper, uma região do Sistema Solar. Este corpo celeste é classificado como um cubewano. Ele possui uma magnitude absoluta de 6,5 e tem um diâmetro estimado com 221 quilômetros.

## Descoberta
(617103) 2003 FM129 foi descoberto no dia 31 de março de 2003, pelo astrônomo Deep Lens Survey.

## Órbita
A órbita de (617103) 2003 FM129 tem uma excentricidade de 0,123 e possui um semieixo maior de 45,237 UA. O seu periélio leva o mesmo a uma distância de 39,661 UA em relação ao Sol e seu afélio a 50,814 UA.